# Miroir secondaire

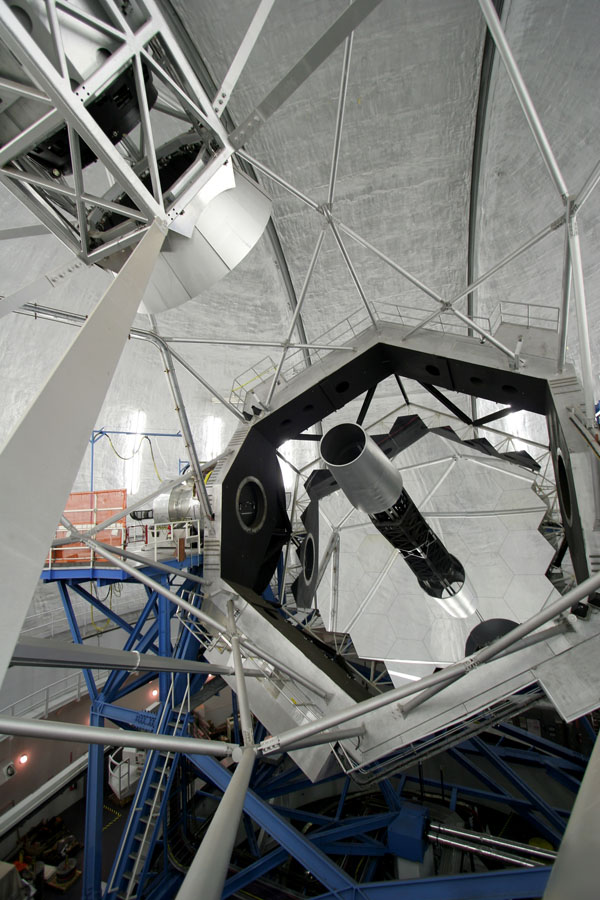
Miroir secondaire du télescope Keck

En astronomie, le miroir secondaire d’un télescope est le second miroir sur lequel la lumière se
réfléchit après avoir été renvoyée par le miroir primaire. Selon le type de télescope, la géométrie de ce miroir varie et il peut être plan, parabolique, ou hyperbolique. Dans le cas d’un télescope de Newton ou lors de l’observation au foyer Cassegrain c’est le dernier miroir avant les instruments.